# Abdelkader Khamri
Abdelkader Khamri, également orthographié Abdelkadrer Khomri, (en arabe : عبد القادر خمري), né le 23 octobre 1953 à Béchar, est un homme politique algérien.

## Biographie
Abdelkader Khamri est titulaire d'une licence d'histoire (Université d'Oran) et d'un diplôme d'études approfondies en sciences politiques et de la communication (université de Paris Dauphine).
En novembre 2022, Abdelkder Khomri est inculpé dans le cadre d’une enquête sur de possibles malversations lorsqu’il dirigeait l’Agence nationale d’édition et de publicité (ANEP).
Dans le cadre de ses fonctions en tant que ministre de la Jeunesse et des Sports entre mai 20014 et juillet 2015, après avoir été limogé de son poste, il est condamné en juin 2025 à huit ans de prison ferme et un million de dinars d’amende pour « pratiques systématiques de détournement de fonds publics, violations des règles de passation des marchés, octroi d’avantages indus à des tiers »,. Cette condamnation prend également en compte les malversations dans ses fonctions de directeur de l'ANEP.

### Carrière
- Ministre de la Jeunesse et des Sports du 19 juillet 1992 au 21 août 1993.
- Président de l'ANEP  de juillet 199 à septembre 2004[2]
- Ambassadeur d'Algérie en Pologne (2004-2014)[5]
- Ministre de la Jeunesse et des Sports du 5 mai 2014 au 23 juillet 2015.